# جرذ جبل غليوي
جرذ جبل غليوي (الاسم العلمي: Rattus giluwensis) (بالإنجليزية: Mount Giluwe Rat)‏ هو نوع من الحيوانات يتبع جنس الجرذ من الفصيلة الفأرية.